# Governació de Beni Suef
La governació de Beni Suef (àrab: محافظة بني سويف, muḥāfaẓat Banī Suwayf) és una de les governacions o muhàfadhes d'Egipte que es troba al centre del país. La capital és la ciutat de Beni Suef, situada a uns 120 km al sud del Caire, a la riba oest del riu Nil. És coneguda com a Beni Suef o Beni Swaif, dues versions del nom nadiu motivades per les diverses maneres de transcriure l'àrab. L'any 2006, abans de la modificació territorial que hi va haver a Egipte tenia una superfície de 1.322 km² i 2.290.527 habitants.
La principal -i gairebé única- atracció turística és la piràmide de Meidum. De la seva economia destaquen les fàbriques de ciment, que són les poques indústries que escapen a l'efecte negatiu de la proximitat al Caire, ja que les empreses prefereixen majoritàriament instal·lar-se a la capital.